# کاتاسومی و ۴۴۴۴۴۴۴۴۴۴
کاتاسومی و ۴۴۴۴۴۴۴۴۴۴ (انگلیسی: Katasumi and 4444444444) فیلمی در ژانر ترسناک به کارگردانی تاکاشی شیمیزو است که در سال ۱۹۹۸ منتشر شد. از بازیگران آن می‌توان به تاکاکو فوجی اشاره کرد

## داستان

### بخش اول: کاتازومی
داستان با دختری دانشجویی  به نام  کاتازومی با دو همکلاسی هایش که وظیفه  مراقبت از خرگوش های آزمایشگاه را داشتن وقتی که در آزمایشگاه داشتن به خرگوش غذا می دادن دوستان کاتازو برای آزیت کردن و آن را در قفس هبس می‌کنند و کاتازو را تا زمانی تعطیلی مدرسه در آنجا هبس می کنند ، کاتازو که در حال گریه کردن بود ناگهان در قفس یک موجود عجیب به او حمله ور می شود
وقتی مدرسه تعطیل می شود همکلاسی های کاتازو برای د دیدن او به آزمایشگاه می روند وقتی که وارد آزمایشگاه 
می شود ، قفس خرگوش ها باز شود و همه خرگوش ها 
از قفس بیرون آمدن وقتی که قفس کاتازو را باز می کنند
آن ها  خون و در لروده و موه های کاتازو را می‌بندد و 
و با ترس و وحشت به مدیر و معلم مدرسه اطلاع می دهند پلیس که وارد آنجا می شود . همکلاسی های کاتازو
وقتی که از مدرسه خارج می شود وارد کوچ می شود که
یکی همکلاسی ها کاتازو با نام هیسایو مو توجه می‌شود 
کسی دارد دنبال آن ها می آیند و قتی به عقب نگاه می 
کند کسی را نمی دیدن و قتی که روبه روی خود نگاه می کنند . زنی را می بینند و به سمت او حرکت می کند آنها وارد یک حیات می شود گوشه ای به سمت چپ
می روند و ناگهان جسد کاتازو در میان آواره ای قفس خرگوش پیدا می کنند آن زن (کایاکو) به سمت او جسد
کاتازو نزدیک می شود و وردی را روی انجام می دهد که
ناگهان کاتازو سرش را تکون می دهد و بلند می شود و به آن ها حمله ور می شود و صفحه سیاه می شود . 

### بخش دوم: ۴۴۴۴۴۴۴۴۴۴
داستان با پسر جوانی به نام تسویوشی   آغاز می شود و با دوچرخه به خانه اش می رود. وقتی در گوشه ای جلوی خانه ای به ظاهر متروکه می چرخد ، صدای زنگ تلفن همراه را می شنود ، اگرچه نمی تواند آن را ببیند. او در میان توده زباله کنار ورودی تاریک ساختمان شکار می کند و پس از چندین زنگ تلفن را پیدا می کند. با بررسی دقیق تر ، تلفن تماس ورودی از شماره ۴۴۴۴۴۴۴۴ را نشان می دهد (عدد "۴" نمادی از بدشانسی در بسیاری از فرهنگ های آسیایی است ، پدیده ای که به تترافوبیا معروف است ). تسویوشی فقط به تلفن پاسخ می دهد تا صداهای تند و گربه مانند را از گوش شنیده شود. پس از تلاش ناموفق برای برقراری ارتباط با تماس گیرنده ناشناس ، تلفن را قطع می کند.
چند ثانیه بعد دوباره تلفن زنگ می زند و او دوباره جواب می دهد. تسویوشی در این مرحله ناامید می شود و کمی نگران به نظر می رسد ، انگار ممکن است کسی با او شوخی کند. وقتی روی پله های جلوی خانه متروک می نشیند ، به تلاش برای شناسایی تماس گیرنده ادامه می دهد. با عصبانیت به اطراف نگاه می کند و می پرسد: "تو ... مراقب من هستی؟" ناگهان صدایی پاسخ می دهد: "من هستم" ، هرچند از تلفن نمی آید. تسویوشی به آرامی می چرخد تا یک پسر رنگ پریده (توشیو) را در کنار خود ببیند و انگشتان سفید را روی زانوهایش می کوبد. تسویوشی حیرت زده به نظر می رسد و دوربین لحظه ای روی توشیو متوقف می شود و سریع زوم می کند ، در حالی که دهان خود را با فریادی شبیه گربه باز می کند ، در حالی که ماده ای شبیه قیر سیاه از آن می چکد.